# António Morgado
António Morgado (* 28. Januar 2004 in Caldas da Rainha) ist ein portugiesischer Radrennfahrer.

## Sportlicher Werdegang
Als Junior ging Morgado für das Bairrada Cycling Team an den Start und war mit 19 bzw. 22 national und international Saisonerfolgen einer der erfolgreichsten Junioren in den Jahren 2021 und 2022. In der Juniorenklasse wurde er in jenen Jahren zwei Mal portugiesischer Zeitfahrmeister und gewann im Jahr 2022 den nationalen Titel im Straßenrennen. International gewann er in der Saison 2022 die Gesamtwertung des Giro della Lunigiana und der Vuelta Junior a la Ribera del Duero. Zusätzlich stand er auch als jeweils Zweiter auf dem Podium der Gesamtwertung bei der Trophée Centre Morbihan, dem Course de la Paix Juniors und der Gipuzkoa Klasika. Bei den UCI-Straßen-Weltmeisterschaften 2022 in Wollongong musste er sich im Zielsprint des Straßenrennens nur Emil Herzog geschlagen geben.
Zur Saison 2023 wurde Morgado Mitglied im UCI Continental Team Hagens Berman Axeon, zu dem auch der Junioren-Weltmeister Emil Herzog wechselte. Bereits in seinem zweiten Rennen erzielte er mit dem Gewinn der Gesamtwertung bei der Rhodos-Rundfahrt seinen ersten Erfolg in der Elite. Beim UCI Nations’ Cup U23 Rennen des Orlen Nations Grand Prix gewann er eine Etappe, ehe er im Alter von 19 Jahren mit dem Giro Next Gen und der Tour de l’Avenir die beiden größten Nachwuchsrundfahrten bestritt, die er auf den Rängen 67 und 34 beendete. Nachdem er portugiesischer Zeitfahrmeister der Klasse U23 geworden war, belegte er bei den UCI-Straßen-Weltmeisterschaften 2023 im Straßenrennen der U23-Fahrer den zweiten Platz. Am Ende der Saison wurde er Vierter der Il Lombardia Under 23.
Am 6. August 2023 wurde bekannt, dass Morgado einen Vierjahresvertrag beim UAE Team Emirates ab der Saison 2024 unterschieben hatte, das als UCI WorldTeam an allen Rennen der UCI WorldTour teilnimmt. Am Anfang der Saison 2024 sicherte er sich als Gesamtzehnter die Nachwuchswertung der Algarve-Rundfahrt. Weiters ging er bei mehreren belgischen Frühjahresklassikern an den Start und wurde nach Platz zwei bei Le Samyn Fünfter der Flandern-Rundfahrt. Sein erster Sieg als Radprofi folgte im April beim Giro di Romagna, dem er unmittelbar im Anschluss einen Etappenerfolg bei der Asturien-Rundfahrt folgen ließ. Bei den nationalen Meisterschaften errang er im Einzelzeitfahren erstmals den Titel in der Elite.
Im Jahr 2025 gab er sein Saison-Debüt beim Gran Premio Castellón, den er im Sprint aus einer kleinen Gruppe gewann. Sein zweiter Saisonsieg folgte wenige Wochen später, als er die Figueira Champions Classic nach einem Solo über 20 Kilometer für sich entschied.

## Erfolge
2021
- Gipuzkoa Klasika
- Portugiesischer Meister – Einzelzeitfahren (Junioren)

2022
- Gesamtwertung und Bergwertung Giro della Lunigiana
- Gesamtwertung und zwei Etappen Vuelta Junior a la Ribera del Duero
- Bergwertung Course de la Paix Juniors
- Weltmeisterschaften – Straßenrennen (Junioren)
- Portugiesischer Meister – Straßenrennen und Einzelzeitfahren (Junioren)

2023
- Gesamtwertung und Nachwuchswertung Rhodos-Rundfahrt
- eine Etappe Orlen Nations Grand Prix
- Portugiesischer Meister – Einzelzeitfahren (Klasse U23)
- Weltmeisterschaften – Straßenrennen (Klasse U23)

2024
- Nachwuchswertung Algarve-Rundfahrt
- Giro di Romagna
- eine Etappe Asturien-Rundfahrt
- Portugiesischer Meister – Einzelzeitfahren

2025
- Gran Premio Castellón
- Figueira Champions Classic
- Portugiesischer Meister – Einzelzeitfahren